# Anthoptilum grandiflorum
Anthoptilum grandiflorum is een Pennatulaceasoort uit de familie van de Anthoptilidae. De wetenschappelijke naam van de soort is voor het eerst geldig gepubliceerd in 1879 door Verrill.